# 扬·利谢茨基
扬·利谢茨基（波蘭語：Jan Lisiecki，1995年3月23日—），加拿大古典钢琴家。每年演出场次逾百场，与世界领先交响乐团和指挥家常年保持紧密合作，迄今为止他在国际音乐舞台巅峰的职业生涯已超过10年。15岁便與德意志留声机公司（DG）签约。

## 早年
扬·利谢茨基出生于加拿大卡尔加里的一个波兰家庭，五岁开始学习钢琴，九岁便与乐团首次登台。
十三岁被华沙“肖邦和他的欧洲”国际音乐节邀请表演肖邦第二钢琴协奏曲，大获众赞，并于2009年返场同音乐节演奏肖邦第一钢琴协奏曲。次年肖邦协会作为他的首张唱片发行了他的两场现场演出录音，扬·利谢茨基迅速引起国际关注。这张唱片获得了全球古典音乐最高奖项之一法国《音叉》杂志“新人奖”并获得了热烈的国际好评，BBC音乐杂志对他对肖邦的诠释称赞道“细腻的提炼”和“成熟的音乐性”，并在大量的专辑目录中特别提出“这张令人耳目一新的首演专辑值得庆祝”。肖邦专辑发布的同年，年仅15岁的利谢茨基与德意志唱片公司（DG）签订独家唱片合同。
在2011年加拿大国庆日（加拿大日）庆祝活动中，利谢茨基受邀在渥太华国会山庄为英国女王伊丽莎白二世及现场的十万观众表演。
利谢茨基曾在学校的举荐下连跳四级，并于2011年1月毕业于位于卡尔加里的加拿大西部高中。随后在全额奖学金的支持下完成了他在多伦多皇家音乐学院的学习。

## 职业生涯

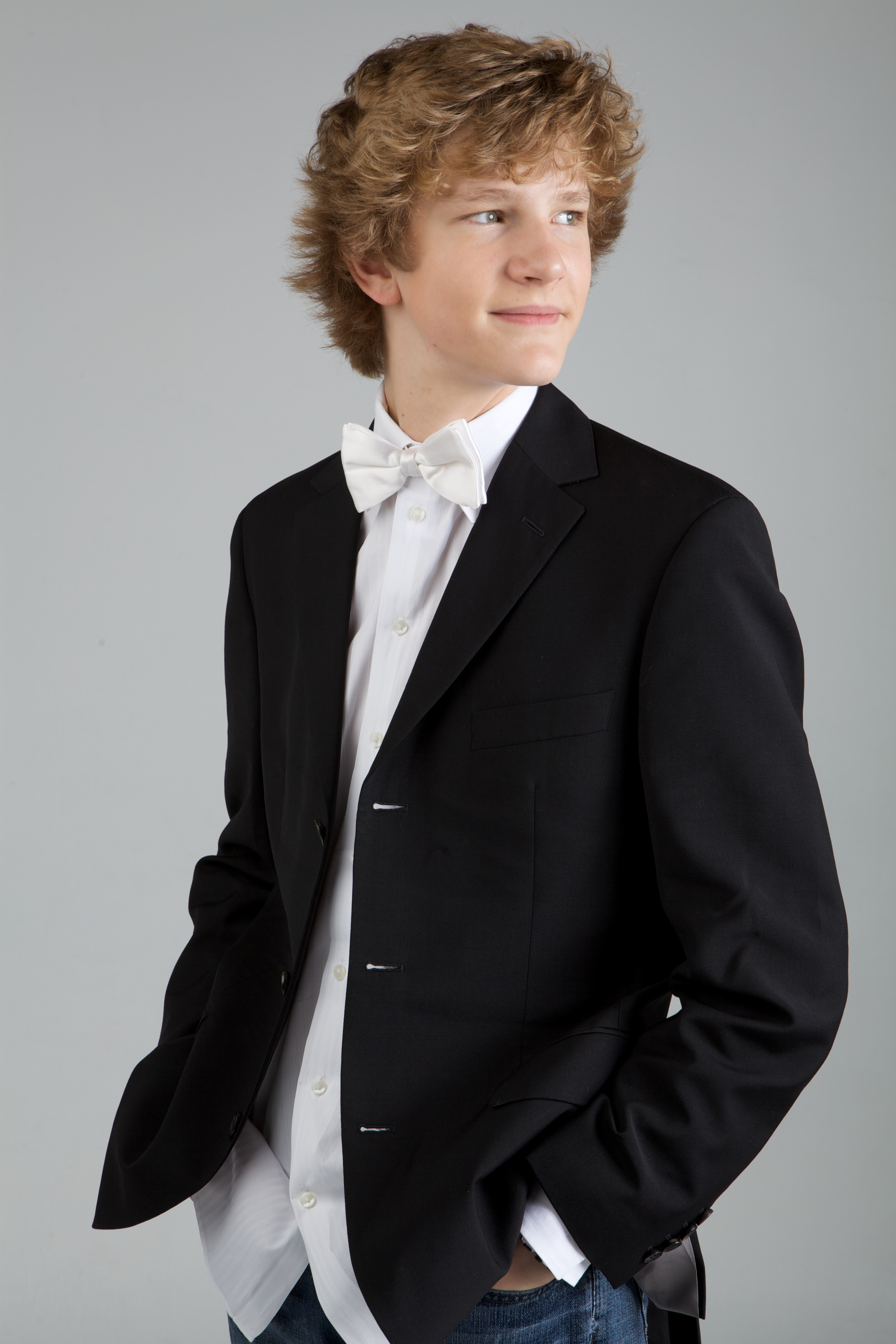
2010年的利谢茨基

扬·利谢茨基在DG录制的首张唱片于2012年4月发行，曲目为莫扎特第20号和第21号协奏曲，由克里斯蒂安·查哈里亚斯指挥巴伐利亚广播交响乐团伴奏，获2013年加拿大朱诺奖年度古典唱片提名。2013年春发行的肖邦练习曲专辑，被《留声机》形容为“自然如呼吸一般纯净的演奏”。
2013年3月，扬·利谢茨基临时为著名钢琴家玛塔·阿格丽希救场，与克劳迪奥·阿巴多执棒的意大利博洛尼亚莫扎特室内乐团合作演奏了贝多芬第四钢琴协奏曲。同一乐季他还在BBC逍遥音乐会与圣切契利亚音乐学院管弦乐团和安东尼奥·帕帕诺合作演出舒曼的钢琴协奏曲。
2014年，利谢茨基开始与世界领先的乐团合作演出，其中包括斯卡拉大剧院爱乐乐团，苏黎世音乐厅管弦乐团，日本NHK交响乐团，柏林德意志交响乐团，费城管弦乐团。同年还在英国威格摩尔音乐厅，意大利圣西西莉亚国立音乐学院、旧金山等地首次举行独奏会。
2016年1月，20岁的利谢茨基完成了在纽约卡内基音乐厅主音乐厅的首次登台演出，被《纽约时报》称为“不寻常而细腻的演绎”。同月DG发行了其第三张专辑，与圣切契利亚音乐学院管弦乐团和安东尼奥·帕帕诺合作录制的舒曼钢琴与乐团作品。ClassicFM对此专辑评价“虽然年轻，但是他的演奏堪称传奇”。随后，他与各大乐团频繁合作，如克利夫兰管弦乐团、波士顿交响乐团、匹兹堡交响乐团、旧金山交响乐团、伦敦爱乐乐团、维也纳交响乐团、德累斯顿国家管弦乐团。2017年3月，选用肖邦极少被演奏的钢琴与乐队作品为主，利谢茨基与北德广播易北爱乐乐团及著名指挥家克里斯托弗·乌尔班斯基合作录制了在DG的第四张专辑，先后获国际古典音乐唱片界最重要两项大奖——德国回声音乐古典奖和加拿大朱诺奖。2018年8月，利谢茨基作为钢琴独奏兼指挥与奧菲斯室內樂團合作在波兰华沙大剧院演奏门德尔松第一和第二钢琴协奏曲。作为纪念阔别离“肖邦和他的欧洲”国际音乐节的首次登台十年之际，DG在2019年9月发行了这场演出的现场录音，获Opus Klassik提名，同时他还与奧菲斯室內樂團以同样的曲目在欧洲及北美进行了日程紧凑的巡演，包括在卡内基音乐厅和易北爱乐厅等。2018年利谢茨基举办“夜曲”系列（The Night Music）钢琴独奏音乐会，精选肖邦、舒曼、拉威尔、拉赫马尼诺夫等作曲家作品，被乐评称赞为“心醉神迷般”、“圣洁的”以及“超自然的的声音体验”。利谢茨基在DG的第六套专辑于2019年9月发行。其录音来自于他作为钢琴独奏兼指挥与圣马丁室内乐团在柏林音乐厅的三场贝多芬全套钢琴协奏曲音乐会现场。这套专辑是该厂牌庆祝2020贝多芬纪念年的首发专辑，随后于2020年1月发行了录像。2020年3月，DG发行利谢茨基与男中音马提亚斯·葛纳合作的贝多芬艺术歌曲专辑。
当下乐季利谢茨基将献上全新独奏音乐会系列，同期将与马提亚斯·葛纳在巴黎、伦敦、汉堡、慕尼黑、纽约林肯艺术中心等巡回演出，还将与欧洲室内乐团合作延续贝多芬协奏曲系列。
在过去的十年，扬·利谢茨基曾合作过的重要乐团名录有纽约爱乐、旧金山交响乐团、芝加哥交响乐团、德累斯顿国家管弦乐团、巴黎管弦乐团、萨尔茨堡室内乐团、慕尼黑爱乐乐团、BBC交响乐团、伦敦交响乐团、多伦多交响乐团、加拿大国家艺术中心乐团、苏黎世室内乐团等。曾合作指挥家有：雅尼克·尼泽-塞冈、丹尼尔·哈丁、迈克·提尔森·汤玛斯、曼弗雷德·霍內克等。

## 獲獎與榮譽
- 2008年 加拿大音乐比赛大奖（Grand Award, Canadian Music Competition）[52]
- 2008年 加拿大音乐节大奖，历史最年轻纪录（Grand Award, Canadian Music Festival）[53]
- 2009年  蒙特利尔交响乐团Standard Life比赛金奖，历史最年轻纪录 (OSM Standard Life Competition)[54]
- 2010年 《音叉》杂志“新人奖（英语：Diapason_d%27Or）”[55]
- 2010年  波兰百强电台榜金奖（Gold Award, Polish Society of the Phonographic Industry)[56]
- 2010年  加拿大广播公司最佳新人奖 （Révelation Radio-Canada Music）[57]
- 2011年   Public Francophone Radios（英语：Public Francophone Radios）年轻演奏家[58]
- 2012年  联合国儿童基金会驻加拿大大使[59]
- 2013年  朱诺奖提名——年度古典唱片[60]
- 2013年  《留声机》杂志主编之选奖（Editor's Choice）[61]
- 2013年  《留声机》杂志留声机年度新人奖 ，历史最年轻纪录[62]
- 2013年  石荷州音乐节（英语：Schleswig-Holstein Musik Festival）伦纳德·伯恩斯坦奖 （Leonard Bernstein Award, Schleswig-Holstein Musik Festival）[63]
- 2013年  加拿大肖邦协会成就奖（Canadian Chopin Society, Artist Recognition Award）[64]
- 2014年  朱诺奖提名——年度古典唱片[65]
- 2017年  回声音乐古典奖——年度协奏曲录音（19世纪）[34]
- 2017年  《留声机》杂志评论家之选奖（Critic's Choice）
- 2017年  朱诺奖提名——年度古典唱片[66]
- 2018年  朱诺奖大奖————年度古典唱片[67]
- 2019年  《留声机》杂志主编之选奖[68]
- 2019年   Opus Klassik（德语：Opus Klassik）提名——年度协奏曲录音[38]

## 作品節選

### 商業錄音
扬·利谢茨基和他的演奏活跃在全球媒体的平台，他的录音作品和音乐会经常被全球内各大广播电台和电视台转播，在欧洲和北美众多国家级电视频道多次出现。
| 时间   | 标题                                                                                | 专辑详情                                                                       | 获奖情况 |
| ------ | ----------------------------------------------------------------------------------- | ------------------------------------------------------------------------------ | --- |
| 2010年 | 肖邦：第一和第二钢琴协奏曲 Chopin: Piano Concertos Nos. 1 & 2                       | - 钢琴：扬·利谢茨基 - 乐团：华沙交响乐团 - 指挥：霍华德·雪莱                   | - 《音叉》杂志“新人奖” ， 2010年5月 - 波兰百强电台榜金奖 Polish Society of the Phonographic Industry，2011年7月                    |
| 2012年 | 莫扎特：钢琴协奏曲第20号、第21号 Mozart: Piano Concertos Nos. 20 & 21               | - 钢琴：扬·利谢茨基 - 乐团：巴伐利亚广播交响乐团 - 指挥：克里斯蒂安·查哈里亚斯 | - 2013朱诺奖提名年度古典唱片：大型合奏或带伴奏的独奏                                                                               |
| 2013年 | 肖邦：练习曲 Chopin: Études                                                         | 钢琴：扬·利谢茨基                                                              | - 2014朱诺奖提名年度古典唱片：独奏或室内乐合奏 - 2013年10月 《留声机》杂志主编之选奖                                               |
| 2016年 | 舒曼：钢琴协奏曲和协奏作品 Schumann: Piano Concerto and Concert Pieces Op. 92 & 134 | - 钢琴：扬·利谢茨基 - 乐团：圣切契利亚音乐学院管弦乐团 - 指挥：安东尼奥·帕帕诺 | - 2017朱诺奖提名——年度古典唱片：大型合奏或带伴奏的独奏                                                                             |
| 2017年 | 肖邦：钢琴和乐队作品 Chopin: Works for Piano and Orchestra                          | - 钢琴：扬·利谢茨基 - 乐团：北德广播易北爱乐乐团 - 指挥：克里斯托弗·乌尔班斯基 | - 2017回声音乐古典奖，年度协奏曲录音（19世纪） - 2017《留声机》杂志评论家之选奖 - 2018朱诺奖，年度古典唱片：大型合奏或带伴奏的独奏 |
| 2019年 | 门德尔松：作品选集 Mendelssohn                                                      | - 钢琴：扬·利谢茨基 - 乐团：奧菲斯室內樂團                                     | - 2019 《留声机》杂志主编之选奖 - 2019 Opus Klassik提名，年度协奏曲录音                                                            |
| 2019年 | 贝多芬：钢琴协奏曲全集 Beethoven: Complete Piano Concertos                          | - 钢琴兼指挥：扬·利谢茨基 - 乐团：圣马丁室内乐团                               | |
| 2020年 | 贝多芬：艺术歌曲集 Beethoven: Lieder · Songs                                        | - 男中音：马提亚斯·葛纳 - 钢琴：扬·利谢茨基                                    | |

## 其他
- 2009年，加拿大广播公司CBS News为利谢茨基制作了人物纪录片《不愿承认自己是神童的神童》（The Reluctant Prodigy）[88]，导演喬·施莱辛格（英语：Joe Schlesinger）。2019年，利谢茨基被特选为主要形象被制作入了杜塞尔多夫音乐厅（英语：Tonhalle Düsseldorf）推出的大型沉浸式虚拟实境展览“Schumann VR”，[89]影片展示了德国作曲家罗伯特·舒曼和妻子克拉拉·舒曼时代的生活。

- 扬·利谢茨基热衷于慈善活动，曾为大卫·福斯特基金会（David Foster Fundation）、波兰人道主义组织（英语：Polish Humanitarian Action）、愿望成真基金等组织做义工和演出。[90]自2008年起，他应邀担任加拿大全国青年代表[91]，2012年被任命为联合国儿童基金会驻加拿大大使。[59]